# Valve Kirsipuu

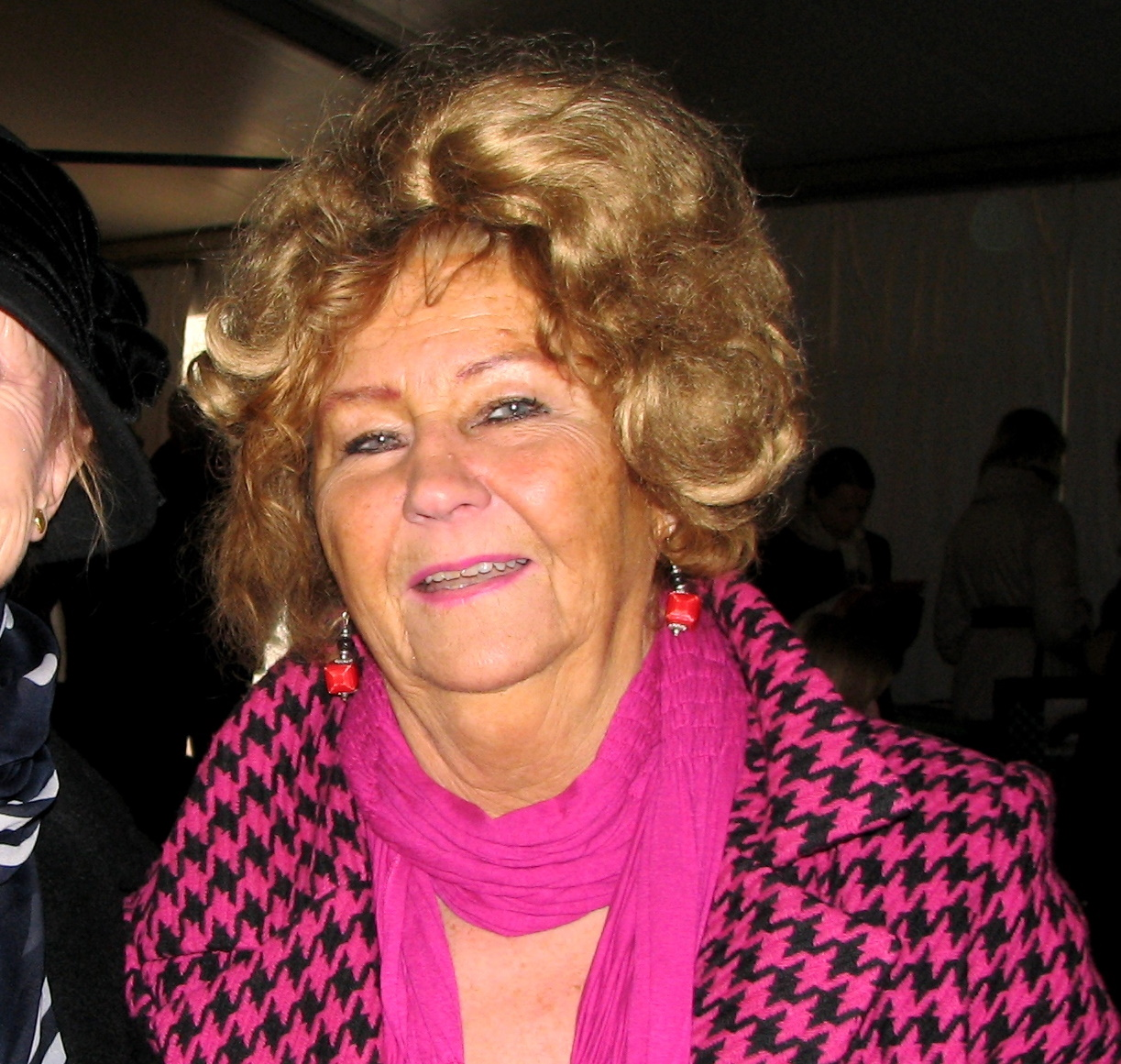
Valve Kirsipuu em 2010

Valve Kirsipuu (5 de março de 1933 Tallinn — 20 de setembro de 2017, Corfu) foi uma economista e política estoniana. Ela foi membro do VII, VIII e IX Riigikogu.
Em 10 de setembro de 2017 Valve Kirsipuu teve um ataque cardíaco enquanto nadava na ilha de Corfu, na Grécia. Ela foi hospitalizada, mas faleceu dez dias depois no hospital em Corfu, aos 84 anos.